# Оберзее
Оберзее (нім. Obersee) — озеро у Німеччині. Розташоване у південному кінці долини Кенігзее у районі Берхтесгадені (адміністративний округ Верхня Баварія), майже на кордоні з Австрією. Озеро знаходиться у національному парку Берхтесгаден. Поряд з озером знаходиться найвищий водоспад Німеччини Рьотбах. Вода з Оберзее живить інше озеро — Кенігзее, яке розташоване трохи нижче. У водах озера зустрічається палія арктична та форель, ловити рибу тут заборонено з 1978 року, коли був заснований національний парк Берхтесгаден.